# Setge de Llucena (1835)
El Setge de Llucena de 1835 fou una batalla de la Primera Guerra Carlina.

## Antecedents
A Llucena, a diferència de les viles dels voltants, les famílies liberals van romandre per formar la resistència als carlins, i a principis de 1834 es va formar una milícia urbana comandada per Francisco Sangüesa, de 300 homes en tres companyies de 100 homes, que va augmentar a 500 en cinc companyies en 1835. i serví de nucli defensiu de les viles dels voltants.
El 10 d'abril de 1834 a l'Acció de Maials, les forces carlines de Manuel Carnicer foren derrotades per les columnes dels generals Josep Carratalà i Manuel Bretón, comandants generals de Tarragona i de Tortosa, respectivament i aconseguiren evitar unir les forces carlines del Maestrat amb les que operaven al Principat i estendre la revolta a la vall del Segre i l'Urgell, i el mes de maig de 1834, Carnicer no va poder prendre Llucena a l'assalt, i va rebre instruccions d'anar a la Caserna Reial del Pretendent Carles Maria Isidre de Borbó per a rebre grau i ordres, havent deixat el coronel Cabrera el comandament interí de les seves tropes. Però va ser detingut per les forces cristines a Miranda de Ebro i va ser afusellat allí mateix el 6 d'abril del 1835, i Ramon Cabrera prengué el comandament dels carlins al Maestrat.
Cabrera va reorganitzar les tropes, i l'agost va atacar Vila-real, a la costa.

## El setge
La ciutat resistí un primer atac en 1 de novembre de 1835 de Josep Miralles Marín el Serrador, que en encerclar la vila, que no es rendí, cremà els masos dels voltants, donant temps al retorn dels milicians que eren a Castelló de la Plana i a l'arribada d'una columna liberal d'Antonio Buil des de Benassal, havent d'aixecar el setge els carlins.

## Conseqüències
A principis de 1836, o finals de 1835, fou destinat a Llucena Antonio Caruana com a cap de la guarnició, i la ciutat resistí diversos atacs de Josep Miralles Marín el Serrador i Vicent Barreda i Boix La Cova en 1837, i atacada de nou en març de 1838 per Ramon Cabrera, Francesc Tallada i Forcadell i Lluís Llangostera i Casadevall. La resistència de la vila als atacs carlins li va valdre en 1838 el títol de "Heroica Vila", que figura en el seu escut.